# Gabriel Sherman
Gabriel Sherman é um jornalista e autor estadunidense. Ele contribuiu para a revista Vanity Fair e New York e escreveu livros. Em 2014, ele publicou uma biografia sobre o presidente do Fox News Channel, Roger Ailes, chamada The Loudest Voice in the Room: How the Brilliant, Bombastic Roger Ailes Built Fox News – and Divided a Country, que estreou em #9 na lista de mais vendidos do The New York Times.

## Início da vida
Gabriel Sherman cresceu em Westport, Connecticut, filho de Raechelle Beth Kriger Thedinga e Leonard Sherman. Sua mãe é nutricionista e dietista, e seu pai, um sócio aposentado da Accenture, posteriormente se tornou professor adjunto de marketing na Columbia Business School. Ele escreveu para o The New York Observer e para a revista New York, onde foi editor colaborador. Ele se formou no Middlebury College em Middlebury, Vermont.

## Carreira
Sherman é um correspondente especial da Vanity Fair. Ele foi editor de assuntos nacionais da revista New York e é um colaborador regular da NBC News e da MSNBC.
The Loudest Voice in the Room
SF Gate chamou sua biografia de Roger Ailes, o fundador e presidente e CEO de longa data da Fox News, Fox Television Stations e 20th Television, The Loudest Voice in the Room, de "clássico em um subgênero que pode ser chamado de Enraged TV Executives Throwing Things". Sherman entrevistou 600 pessoas para o livro, mas não teve uma entrevista com o próprio Ailes. Sherman retrata a liderança de Ailes na Fox News como "absoluta". Ken Kurson escreveu que a biografia de Ze'ev Chafets, Roger Ailes: Off Camera, lançada antes do livro de Sherman, "faz um trabalho melhor penetrando na psique do Sr. Ailes (o Sr. Chafets teve amplo acesso ao mago), e o livro do Sr. Sherman faz um trabalho melhor retratando o fenômeno da Fox News e seu significado cultural". A Fox News negou muitos dos eventos descritos no livro. O livro levou a uma série de reportagens na mídia sobre a Fox e sua cultura. Jay Ambrose disse que os leitores "também não deveriam se preocupar até a morte com The Loudest Voice in the Room" porque Ailes é um "homem fascinante, embora infinitamente castigado, cuja direção da Fox News não dividiu nada".
Seu livro foi transformado em uma minissérie, The Loudest Voice, estrelando Russell Crowe como Ailes. No show, Sherman foi interpretado por Fran Kranz.
The Apprentice
Em maio de 2018, foi anunciado que Sherman escreveria o roteiro do filme The Apprentice. O filme, que teve sua estreia mundial no 77º Festival de Cinema de Cannes em 20 de maio de 2024 e foi indicado à Palm d'Or, examina a carreira de Donald Trump como empresário imobiliário em Nova York nas décadas de 1970 e 1980.

## Vida pessoal
Em 2011, Sherman se casou com Jennifer Stahl em uma cerimônia judaica. Stahl é editora da ProPublica. Anteriormente, ela era uma verificadora de fatos na revista The New Yorker. Ela é formada pela Universidade de Princeton e foi bolsista Fulbright em literatura clássica e alemã na Universidade Livre de Berlim, na Alemanha, de 2004 a 2005. Em 2018, Sherman mora na cidade de Nova York.